# 单道开
單道開（?—?），敦煌人，俗姓孟，中国东晋时期佛教高僧。

## 生平
他很小就有隐居的志向，并坚持露宿、远行。后赵石虎建武十二年（346年），他到达河南，居临漳照德寺。石虎死后战乱不止。其于晋穆帝升平三年（359年），率众到长江以南的建康，然后至南海罗浮山后圆寂。

## 延伸阅读
[在维基数据编辑]
 《晉書·卷095》，出自房玄齡《晉書》